# 覺安慈仁
覺安慈仁（1958年－），藏族，中華民國政治人物，現居於台灣。他為中國國民黨黨員，曾任蒙藏委員會委員，現已退休。

## 生平
曾经担任立法委員、中華民國少數民族自治協會第二屆理事長、三民主義統一聯盟海外工作特派員、蒙藏委員會海外藏胞聯絡特派員、海外康巴藏族協會秘書長、印度新德里藏胞文教中心創始人、尼泊爾喜瑪拉雅文教中心創始人、旅印三岩藏族同鄉會創始人、旅印鄉城藏族同鄉會創始人、海外藏族四水六嶺組織顧問、中國國民黨第十三、十四、十五次全國代表大會代表、中國國民黨立委黨部中央政策會委員長、中國國民黨第十四屆後補中央委員。
1992年4月16日，立委蔡中涵要求全數刪除蒙藏委員會預算，將經費轉至台灣原住民委員會，與覺安慈仁在立法院爆發衝突。
2010年，推動成立中華台灣藏傳佛教聯合總會。
覺安慈仁從1985年到1990年擔任行政院蒙藏委員會海外藏胞特派聯絡員期間，在海外主要藏胞居住地聯絡與輔導藏胞從事各項團結與愛國活動，共成立了三十多個海外藏胞社團與民間組織，並與西藏四大教派政教人士保持密切聯繫。
1990年經由海外藏胞三十一個社團及西藏四大教派政教人士支持與推薦，遴選為第一屆立法委員，對海外藏胞宣導政府政策及國家意識外，在印度、尼泊爾、不丹等國家設立合法立案之西藏文教中心和西藏教育基金會等民間組織。
自1993年擔任蒙藏委員會委員以來，從事各項輔導與聯絡海外藏胞之活動，並與海外藏胞四水六嶺組織、紅教寧瑪巴教主貝諾法王、白教噶舉派法王夏瑪巴、花教薩迦派教主薩迦赤曾、黃教格魯派主要團體與寺廟、喇嘛建立密切關係，協助來台參訪與弘法活動等。1993年聯繫與協助安排拉薩西藏歌舞團首次來台演出，創立兩岸西藏文化交流之始。1999年協助安排甘孜藏族自治州歌舞團來台演出，2000年協助安排在台首次舉辦兩岸西藏學術研討會。
覺安慈仁經常在台灣舉辦西藏宗教、文化、藝術等活動，並在尼泊爾加德滿都協助成立西藏兒童小學，編印西藏雜誌與西藏語文教科書等。為了加強宣導西藏宗教文化，協助安排西藏四大教派主要活佛、喇嘛來台從事弘法與交流活動，並輔導成立一百五十多個在台藏傳佛教團體，經常協助海外藏籍喇嘛來台短期與長期居留、舉辦藏傳佛教弘法活動等。並為爭取在台無國籍之藏族同胞基本人權和生存權，透過各種管道包括立法院及政府相關機關溝通協調促使200位在台無國籍之藏族同胞取得了中華民國身分證。

## 著作
- 藏語會話第一冊，ISBN 9789570176902  （页面存档备份，存于）
- 藏語會話第二冊，ISBN 9788011040048  （页面存档备份，存于）